# 陳詳
陳詳（ちん しょう、523年 - 564年）は、南朝陳の皇族。字は文幾。

## 経歴
若くして出家して沙門となった。記録を得意とし、談論は高雅であった。陳霸先が侯景を討つために陳詳を召しだすと、陳詳は還俗して兵馬を率い、建康の奪回に尽力した。陳霸先が杜龕を討つと、陳詳は別に安吉・原郷・故鄣の3県を下した。杜龕が平定されると、陳詳は功績により散騎侍郎・仮節・雄信将軍・青州刺史に任じられた。故鄣県と広徳県を分割して広梁郡を置くと、陳詳は広梁郡太守に任じられた。
永定元年（557年）、陳が建国されると、広梁郡は陳留郡と改められ、陳詳は陳留郡太守となった。永定2年（558年）、遂興県開国侯に封じられた。この年のうちに明威将軍・通直散騎常侍の位を受けた。永定3年（559年）、侯安都の下で従軍して王琳の部将の常衆愛を宮亭湖で撃破した。文帝が即位すると、宣城郡太守に任じられた。王琳が東下して柵口に拠ると、陳詳は呉明徹の下で湓城を襲撃したが、敗れて南湖に入り、鄱陽から道を歩いて帰った。王琳の乱が平定されたが、陳詳は敗戦のために呉明徹とともに功績を認められなかった。天嘉元年（560年）、通直散騎常侍の位を受け、右衛将軍を兼ねた。天嘉3年（562年）、仮節・都督呉州諸軍事・仁威将軍・呉州刺史として出向した。
周迪が臨川郡に拠って挙兵すると、陳詳は呉州から他道を通って濡城の別営にいた周迪を襲い、その妻子を捕らえた。周迪が敗走すると、陳詳は臨川郡を奪回した。天嘉5年（564年）、周迪が再び臨川郡に進出してくると、陳詳は都督として水軍と歩兵を率いて周迪を討った。南城で周迪と遭遇して敗れ、戦死した。享年は42。軍律を失って敗死したため、贈諡はなかった。
子の陳正理が後を嗣いだ。

## 伝記資料
- 『陳書』巻15 列伝第9
- 『南史』巻65 列伝第55